# Sphaenorhynchus prasinus
Espèce
Statut de conservation UICN

 LC  : Préoccupation mineure
Sphaenorhynchus prasinus est une espèce d'amphibiens de la famille des Hylidae.

## Répartition
Cette espèce est endémique au Brésil. Elle se rencontre dans les États de Bahia, du Minas Gerais, d'Alagoas et du Pernambouc.

## Publication originale
- Bokermann, 1973 : Duas novas especies de Sphaenorhynchus da Bahia (Anura, Hylidae). Revista Brasileira de Biologia, vol. 33, no 4, p. 589-594.